# Château de Thugny-Trugny
Le château de Thugny-Trugny est un château situé à Thugny-Trugny, dans le département des Ardennes, en France. Devenu la propriété d'une des premières fortunes de France, Antoine Crozat, le lieu fut particulièrement fastueux pendant le Siècle des Lumières. 
Aujourd'hui encore, bien qu'ayant profondément souffert pendant la Première Guerre mondiale,  « quand on le voit surgir avec ses tours et ses tourelles de faîte, on pense à un décor de rêve, ou de dessin animé ».
Le château est la propriété du comte Jacques de Vincens de Causans et de son épouse Juliette de Causans, qui se sont investis dans la rénovation de ce château et finance cette rénovation en organisant des fêtes dans ce cadre.

## Localisation
Le château est situé au bout de la rue du château, dans la commune de Thugny-Trugny, dans le département français des Ardennes. La rue du château est perpendiculaire à la rue de la place, qui longe l'église. C'est le bas du village, vers le canal des Ardennes et la vallée de l'Aisne.

## Description
Lorsqu'on arrive du village par la rue du château, un premier édifice apparaît, le châtelet d'entrée, d'allure fortifiée. C'est un bâtiment de plan oblong, offrant, de façon assez symbolique, un aspect féodal et défensif, avec une ligne de mâchicoulis protégeant l'entrée, des tourelles et une arcade de passage charretier, ouvrant sur un passage voûté.
Derrière ce châtelet, face à l'Aisne, un bâtiment de style plus  classique développe une façade sur deux niveaux en regard du canal. Il comporte deux grands pavillons d'angle saillants, de proportions inégales, élevés sur trois niveaux. Le plus grand de ces pavillons d'angle compte trois travées. Il est construit en gaize, renforcée de pierres plus dures aux encadrements et dans les chaînes en besace. Cette partie de l'édifice offre des formes plus rectilignes, presque classiques, même si ses formes n'ont pas la régularité et la symétrie du classicisme.
Avant 1918, ces deux parties de l'édifice étaient reliées entre elles par des bâtiments plus bas qu'elles, dont seul le niveau inférieur, comportant des salles voûtées, couvert par une terrasse bordée de balustrades , subsiste aujourd'hui . La cour intérieure du château était donc fermée sur tout son périmètre et l'édifice était entouré de fossés secs.
À la suite des dommages subis pendant la Première Guerre mondiale, le château a dû être reconstruit sur la base des anciens plans, en ne rebâtissant qu'une partie des pavillons et en utilisant  les techniques de construction des années 1920.
Sur le côté, caché dans des arbres, s'élève une curieuse grange seigneuriale, rectangulaire, avec à chaque angle, une tourelle coiffée d'une poivrière. D'après une ancienne gravure de Claude Chastillon, ce bâtiment était antérieurement protégé par une enceinte de pierre.

## Historique
L'initiative de la construction initiale remonte à la seconde moitié du XVIe siècle et est attribuée à Jean-Jacques de Suzanne, comte de Cerny-en-Laonnois. D'anciens châteaux, avec une architecture plus militaire et défensive, ont existé précédemment, le plus ancien étant juché sur une butte surplombant le village. Ce nouveau château est tourné en partie vers l'église mais se développe principalement vers la vallée de l'Aisne. 
La fille de Jean-Jacques de Suzanne épouse Charles de Moÿ. Sa petite-fille, Claude de Moÿ, née en ce château, est une riche héritière qui épouse en 1585 Henri de Lorraine-Chaligny, prince du Saint-Empire Germanique. Ce dernier meurt assez jeune en 1601 et sa veuve en 1627.  
Une gravure de Claude Chastillon dessinée à cette époque montre déjà un château imposant, un des plus importants de la Champagne septentrionale. 

La région est troublée par les guerres de religion, puis quelques décennies plus tard par la Fronde et la guerre franco-espagnole. Au début de l'an 1653, le maréchal Turenne reçoit le cardinal Mazarin en cet endroit.

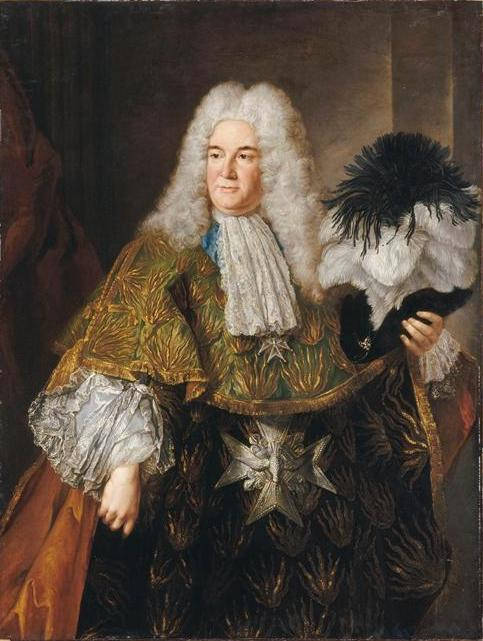
Antoine Crozat.

En 1721, Procope Hyacinthe de Ligne, héritier des marquis de Moÿ et des Lorraine Chaligny, , ancien brigadier des armées du Roi, menant une vie désordonnée, vend le château de Thugny-Trugny au richissime Antoine Crozat :

« ...il avait dissipé tous ses biens & vendu le marquisat de Moÿ (ou de Moüy : Moÿ-de-l'Aisne) (à Antoine Crozat), en sorte que son fils n'a eu que les biens qui lui sont venus de sa mère. »

### Antoine Crozat et ses descendants

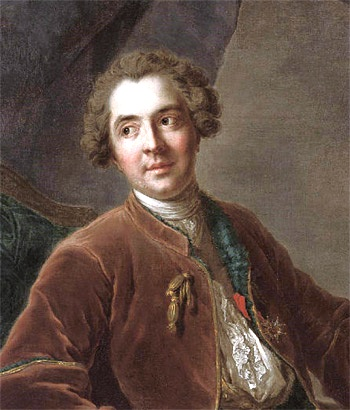
Son fils Louis Antoine Crozat.

Sous Louis XIV, Antoine Crozat est un des plus grands financiers et armateurs de France, « un des plus riches hommes de Paris ». Son fils, Joseph Antoine Crozat lui succède comme marquis de Thugny et meurt sans postérité en 1751. Joseph Antoine Crozat a pour successeur à Thugny son frère, Louis Antoine Crozat, qui y reçoit de façon fastueuse. Il transforme le parc, répare les chemins, détourne l'Aisne et fait creuser des bassins. Il accroît également la surface des bâtiments, enjolive la décoration intérieure, et constitue une collection de tableaux. C'est l'époque la plus prestigieuse, où cette demeure brille de mille feux. 
À Louis Antoine Crozat, mort en 1770, succède l'aînée de ses trois filles : Antoinette Louise Marie Crozat (1731-1809), mariée avec le comte de Béthune, qui n'émigre pas à la Révolution et conserve ses biens. Leur fille, Louise Charlotte de Béthune (1759-1818), épouse René de La Tour du Pin, marquis de Gouvernet, puis Tatius Rodolphe Gilbert de Salis.
Le fils issu de son premier mariage, René Louis Victor de La Tour du Pin (1779-1832) lui succède à Thugny, puis sa fille, Charlotte de La Tour du Pin (1805-1865), comtesse de Chabrillan, et sa descendance.
La propriété, transmise d'héritier en héritier, traverse la Révolution française, sans trop de dommages, le Premier Empire, l'occupation russe de 1815, la Restauration, la monarchie de juillet,  la seconde République, le second Empire puis les conflits franco-allemands. Trois conflits successifs qui sont autant d'épreuves.
La Première Guerre mondiale se révèle particulièrement désastreuse pour ce lieu. Le château est occupé par les allemands. En 1918, il subit des bombardements, des explosions  puis un incendie.
Il doit être reconstruit dans l'entre-deux-guerres. Les deux bâtiments qui fermaient la cour en rattachant le châtelet d'entrée et la partie classique du château ne seront pas réédifiés.
Dans les années 1950 et pendant une trentaine d'années, chaque été, le château de Thugny Trugny abrite des colonies de vacances pour des enfants d'origine polonaise des paroisses du Nord et du Pas de Calais,.
Propriété d'Aynard, marquis de Chabrillan, décédé en 1950, puis de son petit-fils, le comte Robert Henri de Caumont La Force, décédé en 2005, il a bénéficié, depuis 2007, d'une importante campagne de restauration, afin d'être aménagé pour l'organisation de réceptions. Il sert en effet de cadre à des manifestations diverses, qui permettent au propriétaire, Jacques de Causans, de continuer à financer les travaux de rénovation du bien transmis au sein de sa famille, après avoir utilisé ses ressources personnelles,,.
Une association des amis du château de Thugny a été créée.
La grange aux dîmes est en état de péril.

### Protection
Le château, la grange aux dîmes et le parc sont inscrits au titre des monuments historiques depuis un arrêté du 12 juin 1946. Ils sont aussi sites inscrits depuis un arrêté du 28 août 1947.

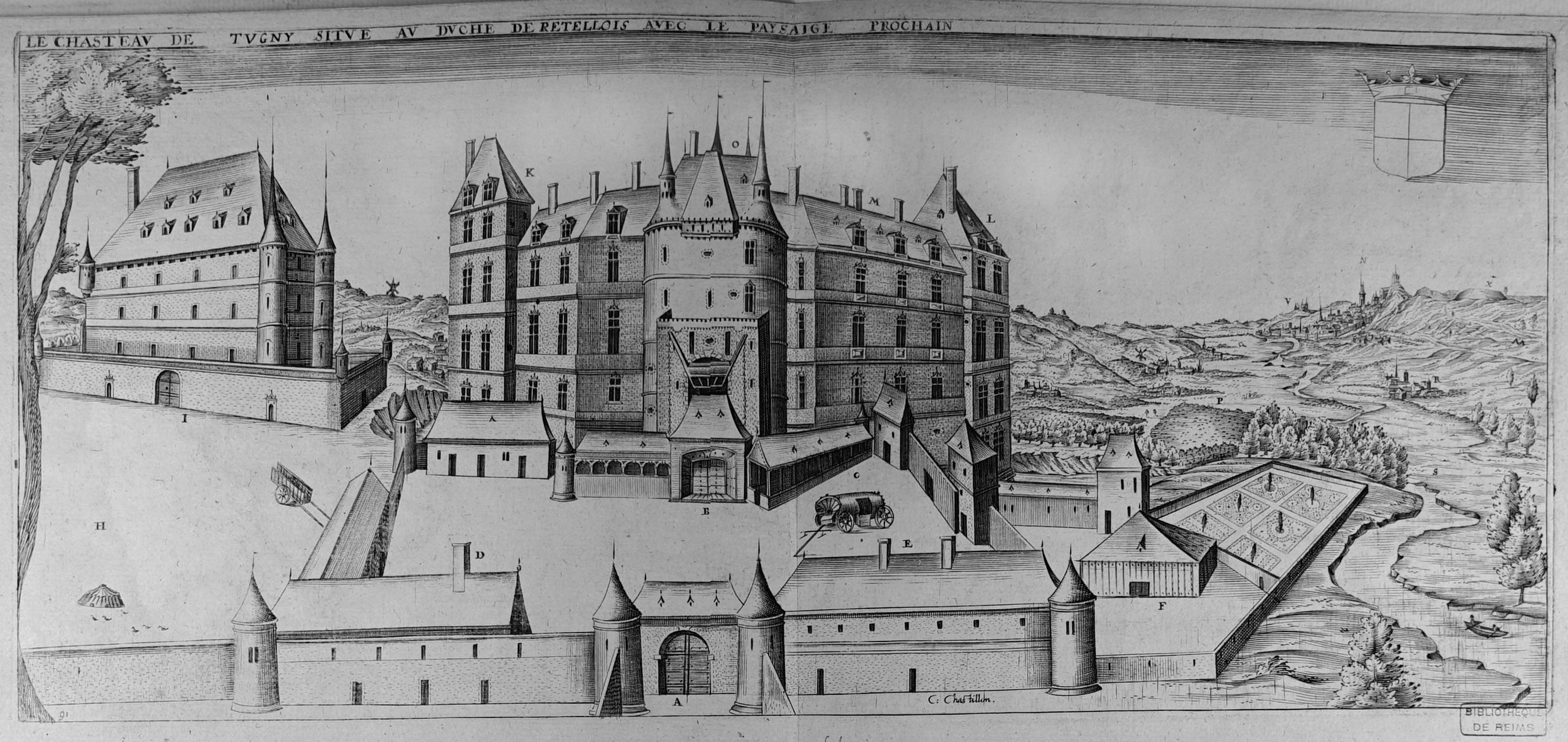
Par Claude Chastillon, vers 1600.
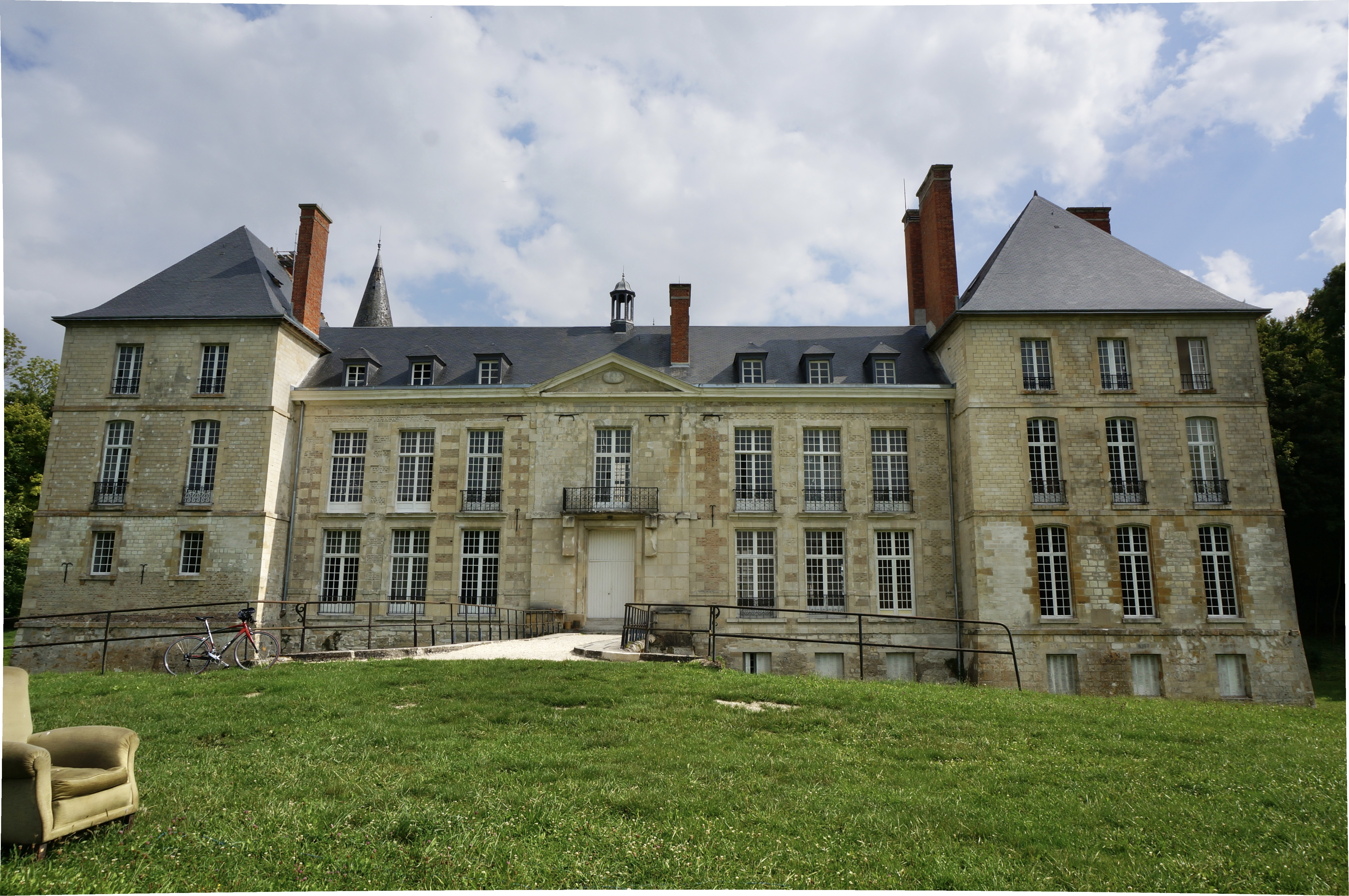
Face au parc.
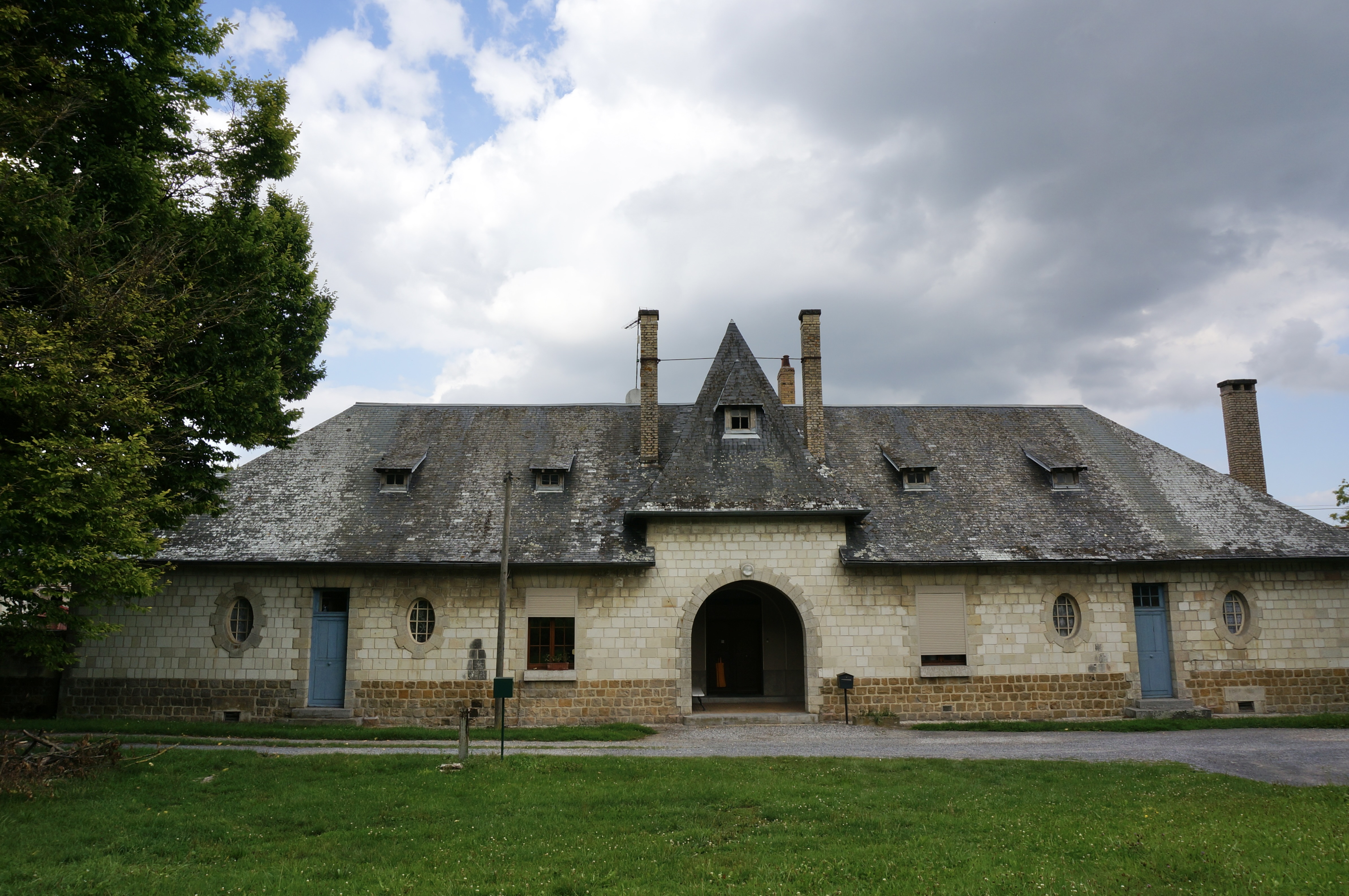
Bâtiments de ferme.
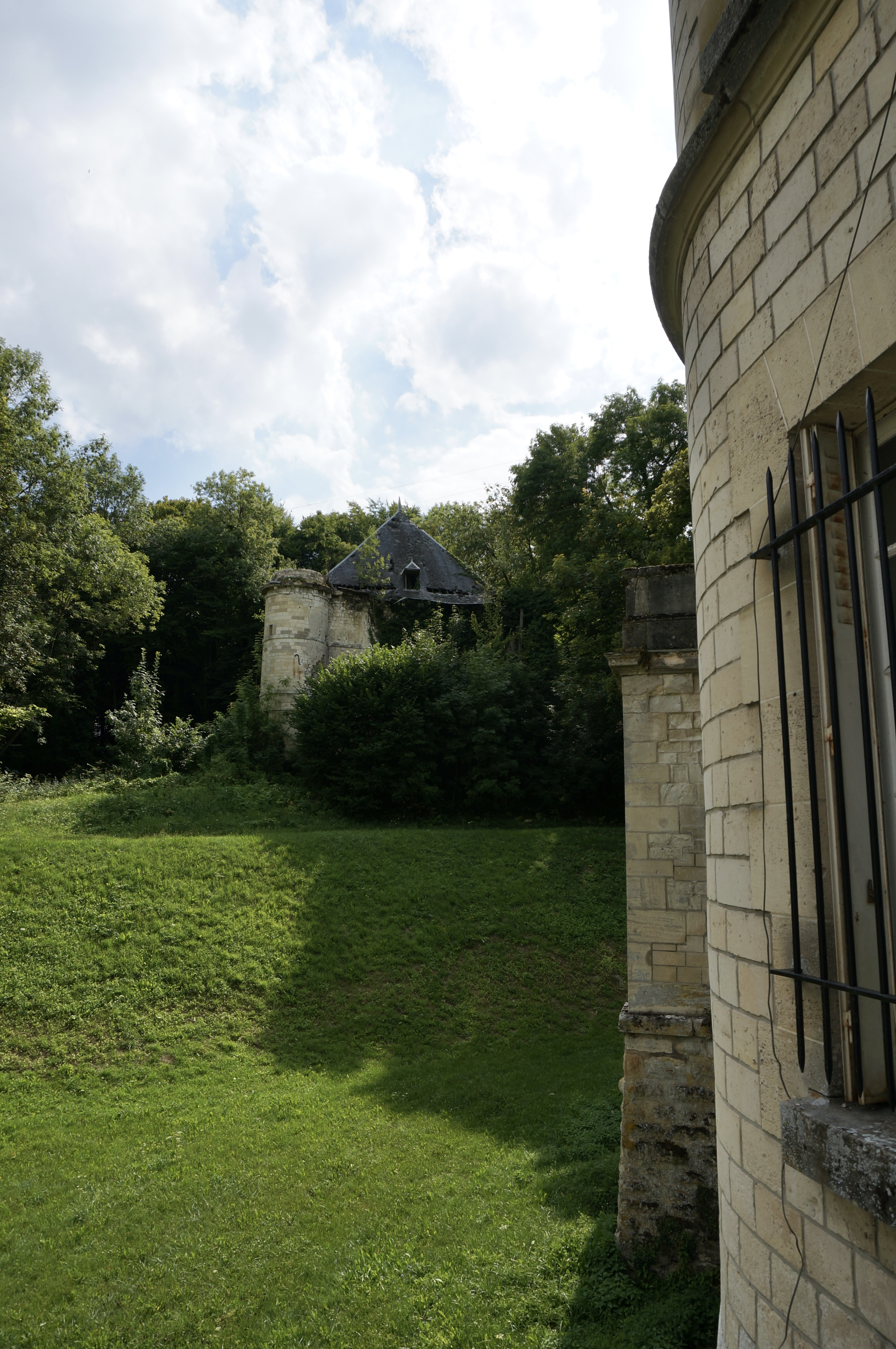
La grange.